# Eleição para o Senado federal pela Flórida em 2010
A eleição para o senado do estado americano da Flórida em 2010 aconteceu no dia 2 de novembro de 2010, simultaneamente às eleições para o Senado dos Estados Unidos em outros estados. O senador Mel Martinez em 2004, ganhou com 49% dos votos válidos. Martinez anunciou em 2 de dezembro de 2008 que não iria cocorrer a reeleição para o Senado. Em agosto de 2009, o governador Charlie Crist anunciou que iria nomear o seu antigo Chefe de Gabinete, George LeMieux, para ocupar a cadeira no Senado deixada por Martinez. 
O governador Crist anunciou publicamente que estava concorendo para o senado em 2009. Na época, recebeu muito apoio dos republicanos. Em abril de 2010, Crist anunciou que iria abandonar o Partido Republicano e iria concorrer como independente. O Comitê Nacional Republicano do Senado retirou seu apoio a Crist e exigiu o reembolso dos fundos de sua campanha. O deputado Kendrick Meek foi o primeiro democrata a declarar a sua intenção de concorrer. Alexander Snitker será o primeiro membro do Partido Libertário  para concorer a senador na história da Flórida. Bernie DeCastro é a primeira candidata ao senado pelo Partido Libertário.

## Primária Democrata
| Primária Democrata | Primária Democrata | Primária Democrata | Primária Democrata | Primária Democrata | Primária Democrata |
| Partido            | Candidato          | Votos              | %                  |                    |                    |
| Democrata          | Kendrick Meek      | 522.942            | 57,4%              |                    |                    |
| Democrata          | Jeff Greene        | 283.370            | 31,1%              |                    |                    |
| Democrata          | Glenn Burkett      | 59.575             | 6,5%               |                    |                    |
| Democrata          | Maurice Ferre      | 44.506             | 4,9%               |                    |                    |
| Total              | Total              | 910.393            | 100%               |                    |                    |
| ------------------ | ------------------ | ------------------ | ------------------ | ------------------ | ------------------ |

## Primária Republicana
| Primária Republicana | Primária Republicana | Primária Republicana | Primária Republicana | Primária Republicana | Primária Republicana |
| Partido              | Candidato            | Votos                | %                    |                      |                      |
| Republicano          | Marco Rubio          | 1.059.513            | 84,6%                |                      |                      |
| Republicano          | William Kogut        | 111.584              | 8,9%                 |                      |                      |
| Republicano          | William Escoffery    | 81.873               | 6,5%                 |                      |                      |
| Total                | Total                | 1.252.970            | 100%                 |                      |                      |
| -------------------- | -------------------- | -------------------- | -------------------- | -------------------- | -------------------- |

## Resultados
| Eleição para o senado da Flórida em 2010 | Eleição para o senado da Flórida em 2010 | Eleição para o senado da Flórida em 2010 | Eleição para o senado da Flórida em 2010 | Eleição para o senado da Flórida em 2010 | Eleição para o senado da Flórida em 2010 |
| Partido                                  | Candidato                                | Votos                                    | %                                        |                                          |                                          |
| Republicano                              | Marco Rubio                              | 2.615.262                                | 48,9%                                    |                                          |                                          |
| Independente                             | Charlie Crist                            | 1.588.821                                | 29,7%                                    |                                          |                                          |
| Democrata                                | Kendrick Meek                            | 1.076.028                                | 20,1%                                    |                                          |                                          |
| Libertário                               | Alexander Snitker                        | 24.276                                   | 0,46%                                    |                                          |                                          |
| Independente                             | Sue Askeland                             | 12.071                                   | 0,30                                     |                                          |                                          |
| Independente                             | Rick Tyler                               | 7.226                                    | 0,19%                                    |                                          |                                          |
| Constituição Americana                   | Bernie DeCastro                          | 4.681                                    | 0,15%                                    |                                          |                                          |
| Independente                             | Lewis Jerome Armstrong                   | 4.290                                    | 0,015%                                   |                                          |                                          |
| Independente                             | Bobbie Bean                              | 2.647                                    | 0,08%                                    |                                          |                                          |
| Independente                             | Bruce Riggs                              | 2.125                                    | 0,07%                                    |                                          |                                          |
| votos válidos                            | votos válidos                            | 5.337.427                                | 100%                                     |                                          |                                          |
| Inválido ou votos em branco              | Inválido ou votos em branco              |                                          |                                          |                                          |                                          |
| Total                                    | Total                                    |                                          |                                          |                                          |                                          |
| ---------------------------------------- | ---------------------------------------- | ---------------------------------------- | ---------------------------------------- | ---------------------------------------- | ---------------------------------------- |